# Paris Hilton
Paris Whitney Hilton (ur. 17 lutego 1981 w Nowym Jorku) – amerykańska celebrytka, modelka, aktorka, piosenkarka i projektantka mody.

## Życiorys

### Wczesne lata
Urodziła się w Nowym Jorku w rodzinie rzymskokatolickiej jako córka aktorki Kathy Elizabeth (z domu Avanzino) i Richarda Howarda “Ricka” Hiltona. Jej pradziadek Conrad Hilton założył sieć hoteli Hilton, co zapoczątkowało powstanie rodzinnej fortuny. Wychowywała się z trójką rodzeństwa: młodszą siostrą Nicholaią Olivią „Nicky” (ur. 1983) oraz młodszymi braćmi – Barronem Nicholasem Hiltonem II (ur. 1989) i Conradem Hughesem Hiltonem III (ur. 1994). Jest siostrzenicą aktorek Kim Richards i Kyle Richards. Hilton jest pochodzenia norweskiego, niemieckiego, włoskiego, angielskiego, irlandzkiego i szkockiego.
Większość dzieciństwa spędziła w hotelu Waldorf-Astoria na Manhattanie. W latach 1995–1996 uczyła się w Marywood-Palm Valley School w Kalifornii. W 1996 rozpoczęła naukę w Convent of the Sacred Heart. W 1996−1999 uczęszczała do nowojorskiej Dwight School. W 1997 trafiła do centrum leczenia dla nastolatków z problemami emocjonalnymi Provo Canyon School w Utah. W latach 1998–1999 uczyła się w Canterbury Boarding School. W 2000 roku uzyskała dyplom ukończenia szkoły średniej.

### Kariera
Jeszcze jako dziecko zaczęła pojawiać się jako modelka na imprezach charytatywnych. W wieku 19 lat podpisała kontrakt z agencją modelek T Management Donalda Trumpa. Pracowała jako modelka dla renomowanych projektantów mody, takich jak Tommy Hilfiger, Marc Bouwer czy Catherine Malandrino. Pojawiła się w magazynach „GQ”, „Vanity Fair” i „FHM”.
W 1992 zadebiutowała jako aktorka trzecioplanową rolą dziewczynki na plaży w filmie fantasy Wishman u boku Geoffreya Lewisa i Briona Jamesa. Dostała się też do obsady komedii Bena Stillera Zoolander (2001), dreszczowca Sweetie Pie (2002) z Cisco Adlerem i komedii Paula Shore Pauly Shore nie żyje (Pauly Shore Is Dead, 2003). Pojawiła się także w horrorze 9 żyć (Nine Lives, 2003) jako Jo, dramacie kryminalnym Wonderland (2003) jako Barbie i ekranizacji książki Dr. Seussa Kot w kapeluszu (The Cat in the Hat, 2003) jako klubowiczka.
Od 2 grudnia 2003 do 5 sierpnia 2007 razem ze swoją przyjaciółką Nicole Richie była bohaterką reality show produkcji Fox Proste życie (The Simple Life). Wystąpiła też w teledysku do utworu Eminema „Just Lose It” (2004), komedii romantycznej Wygraj randkę (Win a Date with Tad Hamilton!, 2004) jako Heather i komedii romantycznej Garry’ego Marshalla Mama na obcasach (Raising Helen, 2004) jako Amber.
W 2005 Jaume Collet-Serra zaangażował ją do roli Paige Edwards w horrorze Dom woskowych ciał (House of Wax), która nie została dobrze przyjęta przez krytyków filmowych i przyniosła jej Złotą Malinę w kategorii „Najgorsza aktorka drugoplanowa”, a także dostała Teen Choice Awards i nominację do MTV Movie Awards w kategorii „Najlepsza scena przerażenia”. W marcu 2005 trafiła na okładkę jubileuszowego wydania magazynu „Playboy”.
W 2009 otrzymała trzy Złote Maliny w kategoriach: „Najgorsza para ekranowa” z Christine Lakin i Joelem Davidem Moore i „Najgorsza aktorka” jako Cristabel Abbott w komedii romantycznej Muza i meduza (The Hottie and the Nottie, 2008) oraz „Najgorsza aktorka drugoplanowa” za rolę Amber Sweet w filmie Darrena Lynna Bousmana Repo! The Genetic Opera (2008).
Rozwijała także karierę muzyczną. Nagrała kilka singli, w tym m.in. „Don’t Touch It”, „Turn It Up” i „Caught Up in the Rapture”. Latem 2006 ukazał się jej debiutancki album pt. Paris, który promowany był m.in. przez singiel „Stars Are Blind”.
W październiku 2011 przyjechała do Katowic, gdzie 13 października uroczyście otworzyła nową część centrum handlowego Silesia City Center.

## Życie prywatne
Za prowadzenie samochodu pod wpływem alkoholu została we wrześniu 2006 skazana na karę grzywny, trzyletni nadzór sądowy oraz zawieszenie ważności prawa jazdy w okresie nadzoru sądowego. 4 maja 2007 została skazana na 45 dni aresztu po tym, jak została zatrzymana, prowadząc samochód bez ważnego prawa jazdy. Wyrok został, po apelacji, zmniejszony o połowę i był odbywany w oddziale więziennym dla VIP-ów. Wykonanie kary rozpoczęło się 3 czerwca, a już 7 czerwca 2007 zostało zamienione na areszt domowy w wyniku decyzji szeryfa Lee Baca z uzasadnieniem bliżej nieokreślonego „złego stanu zdrowia” skazanej. 8 czerwca, po interwencji sędziego Michaela Sauera i prokuratora Rocky Delgadillo, Hilton wróciła do więzienia, by odbyć swą karę w zakładzie karnym w pełnym wymiarze 45 dni. Ostatecznie z więzienia wyszła 26 czerwca.
We wrześniu 2010 sąd w Las Vegas skazał ją za posiadanie kokainy na rok pozbawienia wolności w zawieszeniu, 200 godzin prac społecznych i przymusową kurację odwykową.
Pojawiała się w mediach z powodu licznych romansów z takimi aktorami jak: Randy Spelling (od maj 1996 do lipca 1999), Edward Furlong (od września 1999 do maja 2000) i Leonardo DiCaprio (we wrześniu 2000) oraz bokserem Oscarem De La Hoya (w czerwcu 2000).
W lutym 2001 poznała zawodowego gracza w pokera Ricka Salomona. Kiedy para się rozstała, Salomon wydał pornograficzny film na DVD 1 Noc w Paris (1 Night in Paris). Gdy Paris podała go do sądu, zawarł ugodę. Dał jej 400 tys. dol. oraz tantiemy ze sprzedaży filmu.
Spotykała się z modelem Jasonem Shawem (od sierpnia 2001 do lutego 2003), Tomem Sizemore’em (w marcu 2002), przedsiębiorcą Joe Francisem (2003), Vincentem Gallo (w kwietniu 2003), z którym wystąpiła w wideoklipie „Honey Bunny” (2001), Markiem McGrathem (w maju 2003), piosenkarzem Deryckiem Whibley (w czerwcu 2003), Jamie Kennedy (we wrześniu 2003) i Jackiem Osbourne (we wrześniu 2003). Od grudnia 2003 do lipca 2004 była związana z Nickiem Carterem z Backstreet Boys. Romansowała także z Markiem Philippoussisem (2004), Simonem Rexem (2004–2008), Colin Farrell (2004), Chadem Michaelem Murrayem (w maju 2004), synem Stinga – Jakiem Sumnerem (w lipcu 2004), Fredem Durstem (we wrześniu 2004), Lucasem Babinem (w październiku 2004), skaterem Chadem Muską (od listopada 2004 do lutego 2005), multimilionerem Parisem Kasidokostasem Latsisem (od grudnia 2004 do września 2005), Valem Kilmerem (w marcu 2005), armatorem Stavrosem Niarchosem III (od października 2005 do kwietnia 2006), raperem Scottem Storchem (2006), kanadyjskim hokeistą José Théodore (w czerwcu 2006), milionerem Brandonem Davisem (w lipcu 2006), muzykiem Travisem Barkerem (we wrześniu 2006), tenisistą Andym Roddickiem (w październiku 2006), muzykiem Crissem Angelem (od października 2006 do lutego 2007), Kidem Rockiem (2007), Joshem Hendersonem (w marcu 2007), Jamesem Bluntem (w czerwcu 2007), Adrianem Grenierem (w sierpniu 2007), raperem 50 Cent (2008), Jaredem Leto (w styczniu 2008), Benjim Maddenem (w lutym 2008), Dougiem Reinhardtem (od lutego 2009 do kwietnia 2010), piłkarzem Realu Madryt Cristiano Ronaldo (w czerwcu 2009) i holenderskim DJ-em Afrojackiem (od sierpnia 2011 do sierpnia 2012).
1 stycznia 2018 zaręczyła się z aktorem Chrisem Zylką. W listopadzie tego samego roku para zerwała zaręczyny. W grudniu 2019 rozpoczęła związek z biznesmenem Carterem Reumem. 13 lutego 2021 zaręczyli się, a pobrali się 11 listopada tego samego roku w Los Angeles. W styczniu 2023 ogłosiła narodziny syna.

## Filmografia
- 1991 Wishman jako dziewczyna na plaży
- 2000 Sweetie Pie
- 2001 Zoolander (cameo)
- 2002 QIK2JDG
- 2002 Nine Lives
- 2002 9 żyć jako Jo
- 2003 Wonderland jako Barbie
- 2003 Pauly Shore nie żyje (Pauly Shore Is Dead)
- 2003 Kot (The Cat in the Hat) jako Female Club-Goer
- 2003 L.A. Knights jako Sadie
- 2003 Życie na fali jako Kate
- 2004 The Hillz
- 2004 Win a Date with Tad Hamilton!
- 2004 Raising Helen
- 2004 Veronica Mars jako Caitlin Ford
- 2004 One Night In Paris[44]
- 2005 Pledge This!
- 2005 Dom woskowych ciał (House of Wax)
- 2006 Szampańskie życie
- 2008 Muza i meduza (The Hottie and the Nottie) jako Cristabelle Abbott
- 2008 Repo! The Genetic Opera jako Amber Sweet
- 2009 Supernatural jako Leshy
- 2013 Bling Ring jako ona sama
- 2021 Cooking with Paris jako ona sama

## Dyskografia
Albumy
| Tytuł | Dane dot. albumu                                         | Pozycja na liście | Pozycja na liście | Pozycja na liście | Pozycja na liście | Pozycja na liście | Pozycja na liście | Pozycja na liście | Pozycja na liście | Pozycja na liście |
| Tytuł | Dane dot. albumu                                         | USA               | CAN               | AUS               | NZL               | SWE               | AUT               | UK                | NLD               | FRA               |
| ----- | -------------------------------------------------------- | ----------------- | ----------------- | ----------------- | ----------------- | ----------------- | ----------------- | ----------------- | ----------------- | ----------------- |
| Paris | - Data: 22 sierpnia 2006 - Wydawca: Warner Bros. Records | 6                 | 4                 | 24                | 16                | 6                 | 9                 | 29                | 28                | 67                |

Single
| Tytuł                                    | Rok             | Pozycja na liście | Pozycja na liście | Pozycja na liście | Pozycja na liście | Pozycja na liście | Pozycja na liście | Pozycja na liście | Pozycja na liście | Pozycja na liście | Certyfikat         | Album |
| Tytuł                                    | Rok             | US                | US                | AUS               | NZL               | SWE               | AUT               | UK                | NLD               | FRA               | Certyfikat         | Album |
| Tytuł                                    | Rok             | Hot 100           | Dance             | AUS               | NZL               | SWE               | AUT               | UK                | NLD               | FRA               | Certyfikat         | Album |
| ---------------------------------------- | --------------- | ----------------- | ----------------- | ----------------- | ----------------- | ----------------- | ----------------- | ----------------- | ----------------- | ----------------- | ------------------ | ----- |
| „Stars Are Blind”                        | 2006            | 18                | 1                 | 7                 | 12                | 3                 | 3                 | 6                 | 20                | 34                | - USA: złota płyta | Paris |
| „Turn It Up”                             | 2006            | –                 | 1                 | –                 | –                 | –                 | –                 | –                 | –                 | –                 |                    | Paris |
| „Nothing in This World”                  | 2006            | –                 | 12                | 32                | –                 | 36                | –                 | 55                | 84                | –                 |                    | Paris |
| "Good Time” (z Lil Wayne)                | 2013            | –                 | –                 | –                 | –                 | –                 | –                 | –                 | –                 | –                 |                    | TBA   |
| „Come Alive”                             | 2014            | –                 | –                 | –                 | –                 | –                 | –                 | –                 | –                 | –                 |                    | TBA   |
| „High Off My Love” (z Birdman)           | 2015            | –                 | 3                 | –                 | –                 | –                 | –                 | –                 | –                 | –                 |                    | TBA   |
| „I Need You”                             | 2018            | –                 | 33                | –                 | –                 | –                 | –                 | –                 | –                 | –                 |                    | TBA   |
| Utwory Numer 1                           | Utwory Numer 1  | 0                 | 2                 | 0                 | 0                 | 0                 | 0                 | 0                 | 0                 | 0                 |                    |       |
| Utwory w Top 10                          | Utwory w Top 10 | 0                 | 3                 | 1                 | 0                 | 1                 | 1                 | 1                 | 0                 | 0                 |                    |       |
| Utwory w Top 50                          | Utwory w Top 50 | 1                 | 5                 | 2                 | 1                 | 2                 | 1                 | 1                 | 1                 | 1                 |                    |       |
| „–” oznacza, że singel nie był notowany. |                 |                   |                   |                   |                   |                   |                   |                   |                   |                   |                    |       |

## Publikacje
- Confessions of an Heiress: A Tongue-in-Chic Peek Behind the Pose, Simon & Schuster, 2004, ISBN 0-7432-6664-1.
- Your Heiress Diary: Confess It All to Me, Simon & Schuster, 2005, ISBN 0-7432-8714-2.